# Вотто
Во́тто — река в России, протекает по Муезерскому району Республики Карелия.

## Общие сведения
Вытекает из южной оконечности Воттозера, в которое впадает Тяжа. Течёт на запад, через озеро Аналампи. В 8 км северо-западнее посёлка Гимолы впадает в озеро Гимольское, через которое протекает Суна. Перед устьем пересекает железную дорогу Суоярви — Юшкозеро.
Длина реки составляет 10 км, площадь водосборного бассейна 387 км².

## Бассейн
Правый приток — Сигазеноя.
К бассейну Вотто также относятся озёра:
- Большие Кушкари
- Воттомукс
- Музозеро
- Корбисалми
- Валлас
- Торос
- Воттозеро (с притоком — рекой Тяжей)
- Ачалампи

## Данные водного реестра
По данным государственного водного реестра России относится к Балтийскому бассейновому округу, водохозяйственный участок реки — Свирь (включая реки бассейна Онежского озера), речной подбассейн реки — Свирь (включая реки бассейна Онежского озера). Относится к речному бассейну реки Нева (включая бассейны рек Онежского и Ладожского озера).
Код объекта в государственном водном реестре — 01040100212102000015048.

## Фотографии
|  |  |